# Guido Schlünder
Guido Schlünder (* 29. April 1964 in Dortmund) ist ein deutscher Jurist. 
Guido Schlünder studierte Jura, wurde 1990 an der Universität Freiburg promoviert und schloss das Studium 1993 in Berlin mit dem zweiten juristischen Staatsexamen ab. Nach seinem Studium wurde er Richter in der Arbeitsgerichtsbarkeit des Landes Baden-Württemberg und an verschiedenen Arbeitsgerichten eingesetzt. Von 1999 bis 2001 war er wissenschaftlicher Mitarbeiter beim Bundesverfassungsgericht. Danach arbeitete er am Arbeitsgericht Karlsruhe als Stellvertretender Direktor. Die Ernennung zum Vorsitzenden Richter am Landesarbeitsgericht Baden-Württemberg in Mannheim erfolgte 2007.  Mit Wirkung zum 1. Mai 2015 wurde er vom Bundespräsidenten zum Richter am Bundesarbeitsgericht ernannt.